# 4137 Крабтрі
4137 Крабтрі (4137 Crabtree) — астероїд головного поясу, відкритий 24 листопада 1970 року чехословацьким астрономом Любошем Когоутеком. Названо на честь англійського астронома Вільяма Крабтрі (1610—1644).
Тіссеранів параметр щодо Юпітера — 3,546.